# Brockdorff (adelsslægt)
 For alternative betydninger, se Brockdorff. (Se også artikler, som begynder med Brockdorff)
von Brockdorff er en holstensk uradelsslægt, hvis første kendte medlemmer er Hildelevus de Bruchtorp, der nævnes 1220 og Echardus de Brockdorpe, der nævnes 1328. Stamsædet er Bruchtorf i amtet Liebenau i Bispedømmet Minden, medens det er landsbyen Brokdorf i Holsten. Slægten eksisterer stadig både i Tyskland og Danmark.
Stamrækken begynder 1336 med ridder Markvardt Brockdorff, der nævnes 1329 og 1361.

## Våbenskjold
Slægten fører en hvid flyvende fisk skrå mod højre hjørne i et blåt felt og på hjelmen en lignende
fisk.

## Historie
1221 nævnes en Detlev Brockdorff, men den sammenhængende slægtrække begynder først med Heinrich Brockdorff, som levede mod slutningen af det 14. århundrede. Hans sønnesøns sønnesøn, Ditlev Brockdorff, var 1519-23 amtmand på Flensborghus og udmærkede sig ved sit tapre forsvar mod Frederik 1. Senere var han lensmand på Sønderborg Slot, medens Christian 2. sad fangen på slottet, og i slaget ved Øxnebjerg var han en af hovedanførerne. Af hans sønner var Joachim Brockdorff (død 1564) amtmand over Hagenskov Amt og udmærkede sig ved hoffanen i Ditmarsken 1559, Poul var holstensk hofmarskal, og fra Henrik til Vindeby og hans søn Ditlev Brockdorff (død 1616) til Vindeby, Altenhof og Kletkamp nedstammer alle de nulevende talrige medlemmer af slægten.
Med sidstnævntes sønner Cai (d. 1619), Heinrich (d. 1671) og Joachim (d. 1680) delte den sig i 3 linjer. Af den ældste linje blev Cai Lorenz von Brockdorff (1646-1725) til fideikommisgodserne Kletkamp, Westensee og Grünhaus i Holsten, gehejmeråd og kammerherre hos dronning Charlotte Amalie, 1672 optaget i grevestanden. Hans yngre søn, baron Cai Bertram von Brockdorff (1680-1710), optoges 1706 i tysk rigsgrevelig stand, og fra ham nedstammer en endnu i Bayern blomstrende linje. Sidstnævntes ældre broder, grev Christian Friedrich von Brockdorff, skal 1727 ligeledes være blevet tysk rigsgreve, men hans efterkommere, de holstenske Brockdorff'ere, har kun ført den danske grevetitel. Baron Cai Lorenz von Brockdorff (1766-1840), gehejmekonferensråd, præsident i Overappellationsretten i Kiel, fik 1838 grevelig værdighed, og hans søn, Conrad Friedrich Gottlieb von Brockdorff (1823-), som ved adoption af grev Conrad Christoph von Ahlefeldt var kommet i besiddelse af godset Ascheberg, udnævntes 1837 til greve af Brockdorff-Ahlefeldt. Baron Ludwig Friedrich von Brockdorff (1797-1874) optoges 1836 i den bayerske grevestand. Hans brodersøn, baron Ulrich Ludwig Hans von Brockdorff (1806-1875), var dansk gesandt i Berlin, senere i Madrid og Lissabon. En adopteret linje, børnene af baron Christian Frederik von Brockdorff (1762-1821) med Jeannette Sofie Hansen, opnåede 1809 friherrelig titel i Oldenburg, og af dem fik ritmester Christian Adolf von Brockdorff (1792-1848) 1826 tilladelse til at føre barontitlen.
Af den anden linje var Henrik von Brockdorffs søn, Schack von Brockdorff (1652-1730), dansk generalløjtnant, kom ved giftermål med Sofie Charlotte von Wittinghof i besiddelse af Baroniet Scheelenborg og optoges 1691 i friherrestanden. Hans slægt uddøde 1784 med baron Schack Brockdorff, hvis datterdatter bragte Scheelenborg til Juel'erne på Tåsinge, der antog navnet Iuel-Brockdorff. Henrik von Brockdorffs yngre søn, generalmajor Ditlev von Brockdorff var stamfader til den endnu i Danmark blomstrende linje, der har ejet Grundet.
Den tredje, fra Joachim von Brockdorff (1607-1680) nedstammende linje lever ligeledes i Danmark. Sønnen Ditlev Brockdorff (1642-1732) blev konferensråd, landråd og amtmand samt far til bl.a. Wulf Jasper Brockdorff (1673-1740), der blev gehejmeråd og godsejer i Holsten.
Linjen Brockdorff-Ahlefeldt opstod, da grev Konrad von Brockdorff 1837 blev adopteret af grev Conrad von Ahlefeldt af Ascheberg.
En anden linje opstod 1809, da fire uægte børn af hofjægermester, baron Christian Friedrich von Brockdorff blev adlet.
Iuel-Brockdorff er en separat linje.

## Titulære forfremmelser
- 1432 blev familien ophøjet i den tyske rigsfriherrestand
- Schack Brockdorff blev friherre 1691
- En saksisk del af familien blev 1706 ophøjet i rigsgrevestanden.
- Cai Lorenz Brockdorff til Kletkamp optoges 26. maj 1672 i den danske grevestand.
- Friherrelig titel i Oldenburg 1809
- Ludvig Frederik Brockdorff bayersk greve 1836
- 1837 grevelig linje Brockdorff-Ahlefeldt
- Baron Cai Lorenz Brockdorff ophøjes til greve 1838

## Kendte medlemmer
- Joachim von Brockdorff (1695-1763), dansk gehejmeråd, baron, elefantridder, byggede Brockdorffs Palæ på Amalienborg
- Constantia von Cosel (1680-1765), født von Brockdorff, August den stærkes maitresse
- Ursula von Brockdorff (1936–1989), tysk politiker
- Cay von Brockdorff (1915-1999) (1915–1999), billedhugger, gift med Erika von Brockdorff og Eva von Brockdorff, modstandsmand under nazismen
- Cay von Brockdorff (1874-1946) (1874–1946), tysk filosof og professor
- Cay Lorenz von Brockdorff (1766–1840), jurist og statsmand i Slesvig-Holsten
- Cay von Brockdorff (1844-1921) (1844–1921), tysk ritmester, teosof og antroposof
- Erika von Brockdorff (1911–1943), tysk modstandskvinde under 2. verdenskrig
- Eva von Brockdorff (1909–1994), tysk modstandskvinde, forfatterinde og komponist
- Heinrich von Brockdorff (1600–1671), tysk soldat og politiker
- Sophie von Brockdorff (1848–1906), dansk-tysk teosof
- Ulrich von Brockdorff-Rantzau (1869–1928), tysk udenrigsminister
- Walter von Brockdorff-Ahlefeldt (1887–1943), tysk general under 2. verdenskrig
- Arthur Victor Schack von Brockdorff (1911-1992), dansk maler

## Kendte besiddelser
- Brockdorff-Palais i Glückstadt
- Brockdorffs Palæ på Amalienborg
- Brockdorff (hovedgård)
- Kletkamp i østlige Holsten
- Gross Schwansee (i tiden 1780-1850) i vestlige Mecklenborg